# Tenorio (Cerdedo-Cotobade)
Tenorio (oficialmente y en gallego: San Pedro de Tenorio) es una parroquia del concello de Cerdedo-Cotobade, en la comarca de Tabeirós - Tierra de Montes, provincia de Pontevedra, Galicia, España.

## Datos geográficos
La parroquia se sitúa en el sudoeste del ayuntamiento, delimitado por las parroquias de Viascón (al norte), Almofrei y Borela (al sureste), el río Lérez bordea la parroquia sirviendo como frontera con la parroquia de San Andrés de Xeve (ayuntamiento de Pontevedra) por el oeste.
Tiene una población en torno a los 1160 habitantes aproximadamente, por lo que es la parroquia más poblada de todo el municipio. Dista unos 8 kilómetros de Pontevedra capital con la que se comunica por la carretera N-541.
Aparte del núcleo, la parroquia comprende otros lugares un poco más alejados como:
- Parada de Tenorio
- Vilanova de Tenorio